# Controcorrente (Huysmans)
Controcorrente (À rebours) è un romanzo di Joris Karl Huysmans pubblicato nel 1884, noto in Italia anche con i titoli Contro corrente, A rovescio, Al contrario e A ritroso.

## Titolo
Il titolo originale À rebours significa, alla lettera, «a ritroso» o «al contrario» (nel senso di «verso contrario», non di negazione).

## Trama
Controcorrente, come suggerisce il romanziere francese Guy de Maupassant, si può definire la «storia di una nevrosi» vissuta da un giovane aristocratico, Jean Floressas Des Esseintes, nella Parigi fin de siècle. Educato dai padri gesuiti, unico erede dei beni dei genitori, di cui è rimasto orfano in giovane età, conclusi gli studi Des Esseintes si immerge nella vita parigina; tuttavia, deluso dalla frivola mondanità della vita condotta con i suoi coetanei, il ragazzo decide in via definitiva di sciogliere ogni contatto con la società, ormai priva, ai suoi occhi, di qualunque attrattiva.
Si rifugia così in una villa nei pressi di un piccolo paese della campagna parigina, Fontenay, dove inizia il suo eremitaggio misantropico e misogino a distanza da qualsiasi distrazione che gli possa offrire la civiltà, evitando il più possibile i contatti con i domestici e con il mondo esterno. A Fontenay, Des Esseintes si dedica a soddisfare ogni suo desiderio e piacere: arreda la casa con una cura maniacale scegliendo meticolosamente i colori e gli abbinamenti che più lo soddisfano; acquista una tartaruga e, insoddisfatto dell'accostamento dei colori di questa con quelli della sua abitazione, le fa incastonare sul carapace una composizione di pietre preziose selezionate con cura, su sfondo di oro, ma purtroppo l'animale muore quasi subito; allestisce una biblioteca contenente i volumi da lui preferiti, appositamente rilegati su carte pregiate, e così via. La sua vita scorre così tra la lettura, la degustazione di alcolici e bevande, la composizione di profumi e la cura delle piante. 
L'anelata solitudine gli permette, inoltre, di immergersi nei suoi ricordi e di abbandonarsi alla corrente di pensieri partoriti dalla sua mente isterica e inquieta. Il seme della nevrosi e della psicosi non tarda a germogliare: se dapprima la malattia di Des Esseintes si manifesta in un'eccessiva e spasmodica scrupolosità nell'arredare la casa, giorno dopo giorno dà adito alla comparsa di allucinazioni sempre più frequenti. La malattia intacca, così, sia i sensi sia la mente del giovane che, spossato, è ormai costretto, febbricitante, a letto, inerte fisicamente e spiritualmente. La consapevolezza del suo stato d'infermità lo costringe, infine, a riallacciare i legami con la società e a fare ritorno, deluso, a Parigi. Il finale pessimista pare preludere alla conversione di Huysmans, che pure Des Esseintes non riesce a realizzare:
(Des Esseintes nel finale)
Diversamente invece dal suo personaggio, lo scrittore Huysmans realizzerà effettivamente la conversione. Jules Amédée Barbey d'Aurevilly sintetizzò in una frase, in modo efficace, i contenuti del pessimismo di questo romanzo: «Dopo un libro tale non resta altro all'autore che scegliere tra la canna di una pistola e i piedi della croce»; e fu lo stesso Huysmans, che definì il libro «esca di tutta la mia opera cattolica», a rispondere a tale sentenza nella sua prefazione al romanzo scritta nel 1904 con un «già fatto», in riferimento alla conversione avvenuta alcuni anni prima (1892).

## Forma e stile
Sia dal punto di vista della forma, sia del contenuto, Controcorrente è estremamente originale. Huysmans preferisce, infatti, assumere un tono descrittivo molto marcato che denota un prolifico e vivace spirito artistico.
Attorno all'impalcatura scarna e asciutta della trama, l'autore dà vita a una complessa architettura compositiva. Come un pittore, definisce ogni particolare in estremo dettaglio: grazie a un vasto repertorio di vocaboli ed espressioni, apporta variazioni cromatiche ai suoi periodi, fa di aggettivi e avverbi i tocchi di classe con cui realizzare proposizioni fluide, dense, colorite: l'opera di Huysmans pone dinanzi al lettore un'interminabile sequela di descrizioni, citazioni e virtuosismi narrativi, che veicolano al lettore raffinate sensazioni e permeano l'atmosfera di misticismo cosparso di fumi d'incenso, in cui si intravedono gli interessi futuri di Huysmans, l'occulto e il cattolicesimo.

## Contenuti
Interessante è anche il messaggio contenuto nel romanzo di Huysmans. La fuga da Parigi di Des Esseintes va interpretata come segno di un'epoca in cui l'uomo, insofferente della società borghese e ormai industrializzata, stanco del rapporto continuo ed estenuante con i suoi simili, intende rescindere ogni forma di relazione, per rifugiarsi, con una scelta drammatica, in una dimensione solitaria e fuori dal tempo.
La necessità di appartarsi coincide con il bisogno di ritrovare il proprio “Io”: questa tensione all'intimismo è caratteristica del XIX secolo, dato che il disorientamento originato dalla Rivoluzione scientifica, guarito in parte dall'Illuminismo, è in quell'epoca accentuato dal crollo degli ideali settecenteschi. L'uomo, affetto dal “male di vivere”, ipocondriaco e pessimista, cerca riparo e aiuto nel suo stesso spirito, ormai sfiduciato dagli insuccessi della civiltà e della scienza, incapaci di trovare soluzioni ai suoi più grandi enigmi. L'insicurezza, inoltre, non è solo la causa della proiezione dell'individuo nella nuova realtà più intima e profonda di sé stesso, ma ne costituisce anche l'effetto.
Congedatosi dalla società parigina, Des Esseintes crede, infatti, di trovare riparo dalla sconfinata quantità di ingannevoli verità, di volgarità, e di false credenze, dedicandosi, appartato, alle sue eccentriche e anodine attività. 
Nondimeno, proprio dal “sottosuolo” (per utilizzare il termine dostoevskiano) in cui si è rifugiato tanto fiduciosamente, vengono alla luce i primi sintomi di quella malattia. Comprende, così, che l'origine della “nevrosi” che lo colpisce risiede, in realtà, nella stessa natura umana, covo delle passioni, dei desideri, degli interrogativi, delle angosce e dei timori d'ogni individuo. 
Des Esseintes non riesce laddove ce l’hanno fatta eremiti ed asceti perché il suo desiderio non è quello di abbandonare istinti e vizi; non si allontana mai davvero dalla società che tanto disprezza, bensì ne ricrea una più conforme alla sua realtà personale. Egli semplicemente si estranea, seguendo uno stile di vita completamente schiavizzato all’arte del bello. Al punto che ossessionato dagli incubi della sua mente, il fisico non regge più la complessità del pensiero e proprio quel bello di cui si circonda, diviene il suo demone persecutore. Disilluso e amareggiato, al fine non resta che anelare al cattolicesimo, visto come unica panacea, ma la conversione non è possibile per lo spirito inquieto di Des Esseintes.

## Critica
Considerato dalla società contemporanea come uno spirito anomalo, insano, Joris-Karl Huysmans riversa la propria malattia interiore nelle pagine di Controcorrente: già da numerosi lavori precedenti il burocrate francese ha manifestato il male di vivere che collassa dentro di sé e, senza dubbio, segni ancora più evidenti sono contenuti in questo romanzo.
In seguito alla prima pubblicazione di À rebours, nel 1884, in piena età vittoriana, l'autore viene immediatamente attaccato dalla critica, sconcertata dall'immoralità dell'opera, che viene condannata, oltretutto, per la mancanza d'originalità della trama. In effetti, anche Oscar Wilde, riferendosi a Controcorrente, parla di un «romanzo senza intreccio, con un solo personaggio", in cui "tutto si concentra nello studio psicologico di un giovane parigino che consacra la propria vita a impregnarsi di tutte le passioni» e che riassume in sé «le diverse mentalità attraverso cui lo spirito umano è passato» (Il ritratto di Dorian Gray), nonché "iperrealistico studio" della "natura umana"; l'esteta irlandese apprezza lo stile di Huysmans e ne rimarrà fortemente influenzato, una reazione dovuta soprattutto allo “shock” di un'opera così nuova sulla mentalità moralistica e puritana imperante verso la fine del XIX secolo.

## Edizioni italiane
- Joris-Karl Huysmans, Controcorrente, trad. C. Sbarbaro, Milano, Gentile, 1944.
- Joris-Karl Huysmans, A ritroso, trad. U. Dèttore, Milano, Rizzoli, 1953.
- Joris-Karl Huysmans, Controcorrente (A rebours), trad. G. Posani, Torino, Einaudi, 1989.
- Joris-Karl Huysmans, Controcorrente, trad. F. Ascari, Milano, Frassinelli, 1995.
- Joris-Karl Huysmans, Controcorrente, trad. I. Sassi, Roma, Newton Compton, 1998.
- Joris-Karl Huysmans, Controcorrente, trad. G. Coccetti, Roma, Gruppo Editoriale L'Espresso, 2003.
- Joris-Karl Huysmans, A ritroso, trad. C. Kolbe, Massa, Edizioni Clandestine, 2007.
- Joris-Karl Huysmans, Controcorrente, trad. R. Salmi, Milano, Baldini Castoldi Dalai, 2012.
- Joris-Karl Huysmans, Controcorrente, trad. S. Santorelli, Ariccia, Liberamente, 2019.